# Bolboschoenus maritimus
Bolboschoenus maritimus là một loài thực vật có hoa trong họ Cói. Loài này được (L.) Palla mô tả khoa học đầu tiên năm 1905.

## Hình ảnh

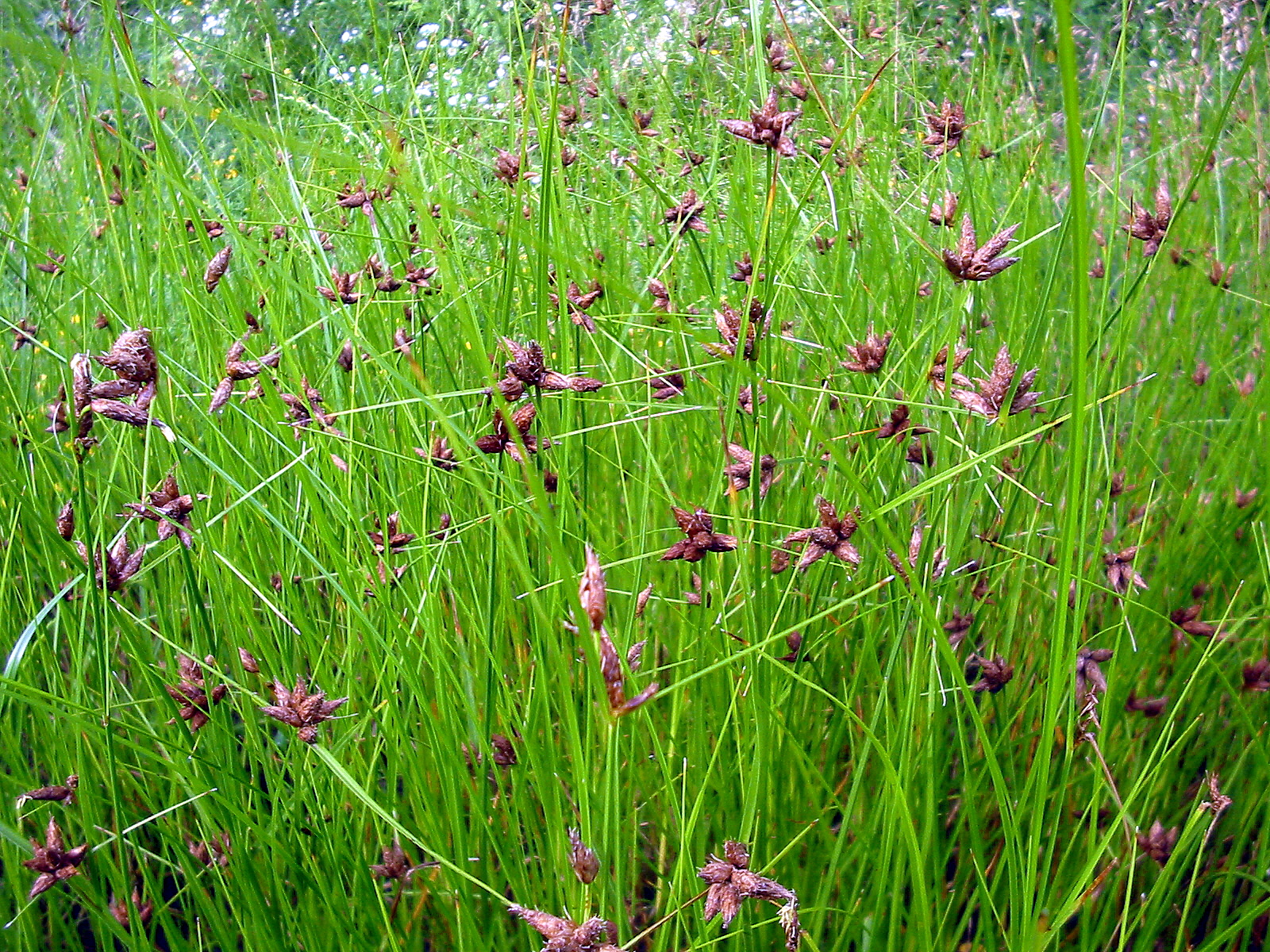
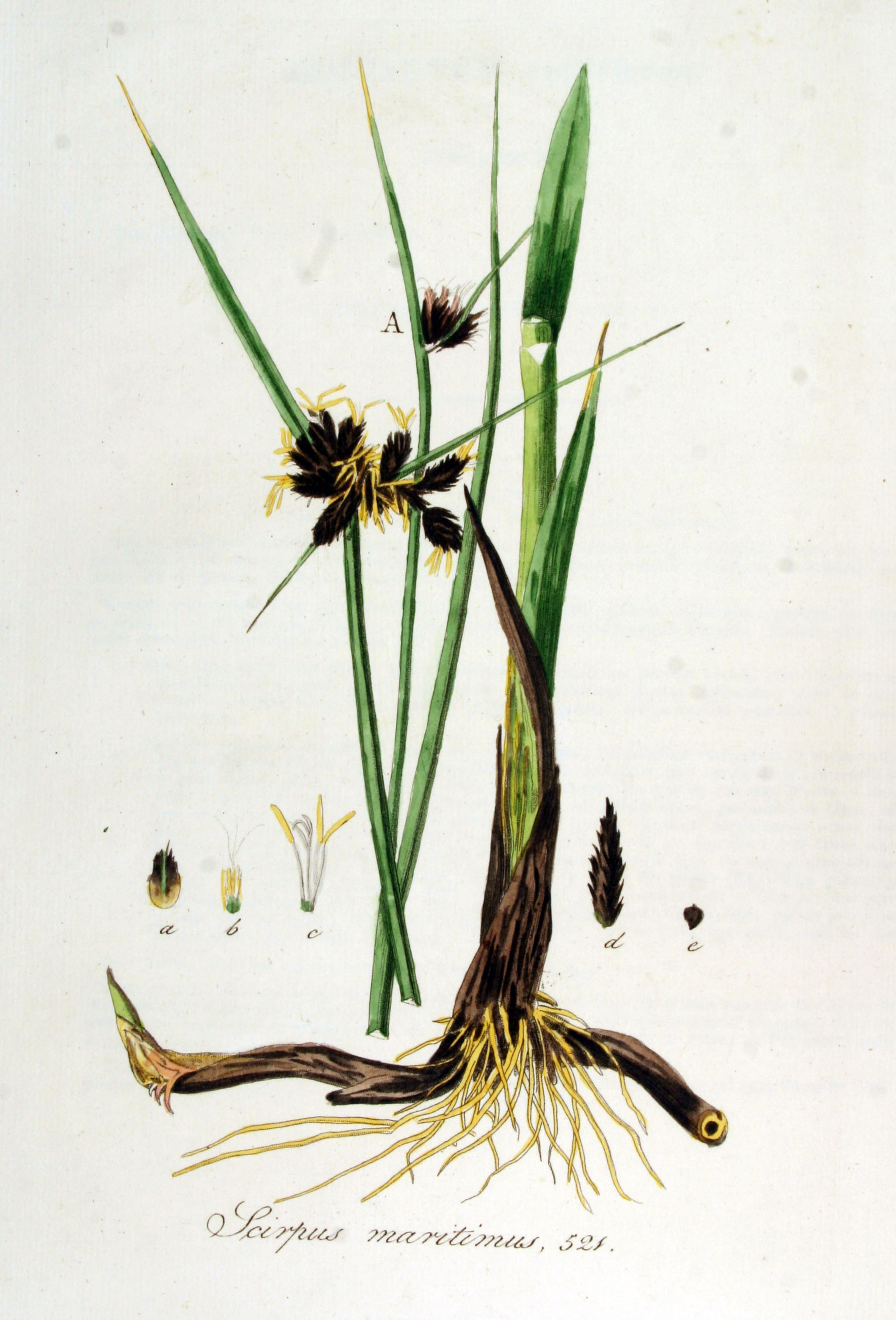
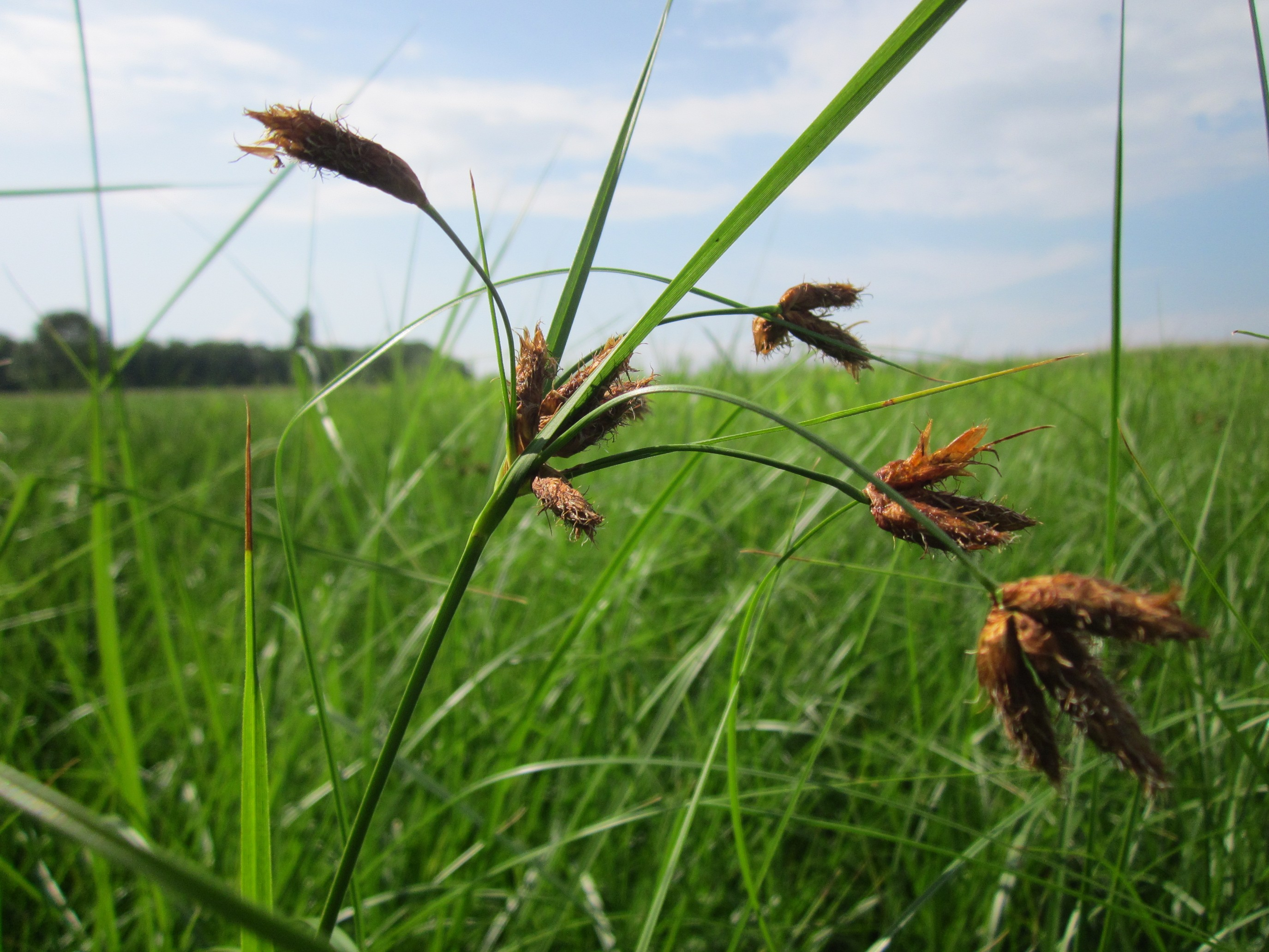
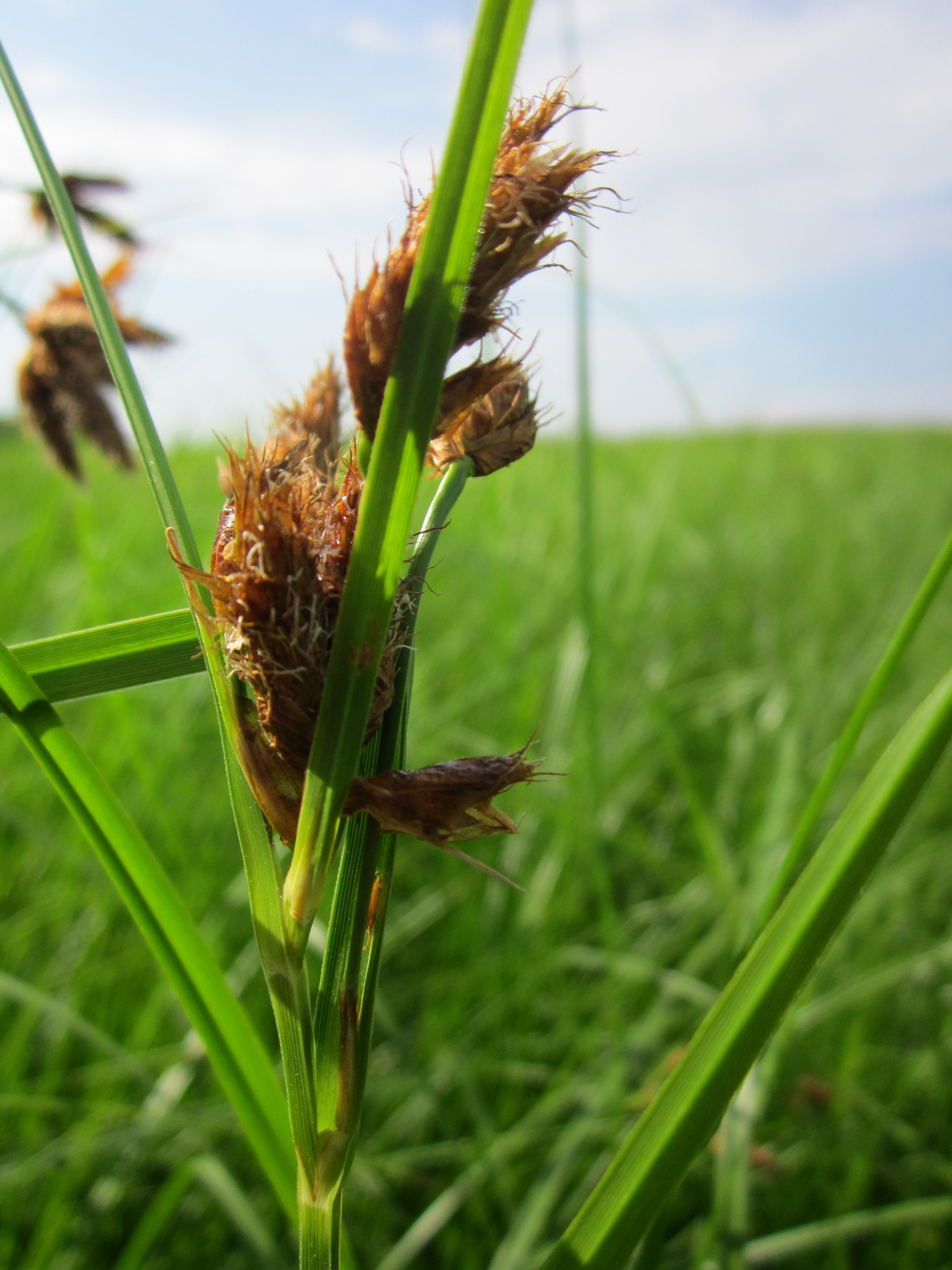